# Alexandru Bordian (scriitor)
Alexandru Bordian (n. 18 iunie 1988, Ocnița, Republica Moldova) este un scriitor și jurnalist din Republica Moldova.

## Biografie
Alexandru Bordian s-a născut pe 18 iunie 1988, în orașul Ocnița din Republica Moldova. A absolvit Facultatea de Istorie și Filosofie a Universității de Stat din Moldova și a făcut un masterat în istorie contemporană. Din 2018 lucrează la Radio Europa Liberă Moldova. A debutat cu romanul Casa Inglezi în 2018. În 2022 a publicat al doilea său roman, Casa mai multor primăveri.
Scriitorul Marius Chivu a inclus romanul Casa Inglezi în lista celor mai bune debuturi literare ale anului 2018 din România.
Alexandru Bordian este căsătorit cu scriitoarea Valentina Șcerbani.

## Operă
- Casa Inglezi (2018)[5]
- Casa mai multor primăveri (2022)[12]

## Premii
- Premiul Municipal pentru Tineret (categoria Literatură) (2018)[2][4][13]
- Premiul revistei de proză și arte vizuale „Quadrat” pentru „cel mai bun debut al anului” (2018)[2][4]
- Nominalizare la Premiul „Tânărul Prozator al Anului” în România (2018)[4][14]
- Nominalizare la Festival du Premier Roman din Chambery (Franța) (2018)[4]